# Gorodisxe (Perm)
Gorodisxe (rus: Городище) és un poble del krai de Perm, a Rússia, que pertany al districte rural de Solikamski. El 2010 tenia 898 habitants.